# Ung och grön
Ung och grön är en svensk TV-film från 1960 i regi av Josef Halfen.

## Handling
Timothy Dawes (Lasse Lönndahl) och Jane Raeburn (Mona Malm) är två ungdomar som precis tagit studenten. Nu ska de i denna musikaliska vandring ge sig ut i livet.

## Rollista i alfabetisk ordning
- Erik "Bullen" Berglund
- Axel Düberg – polisen Lancelot Boots
- John Elfström – Timothys far/Gus Williams/Clamsbury Williams
- Elisaveta – Troppo
- Barbro Hiort af Ornäs – Lady Raeburn
- Heinz Hopf – Fern / Nigel Danvers
- Ingvar Kjellson – Inspektör/nattklubbsföreståndare
- Lars Lönndahl – Timothy Dawes
- Mona Malm – Jane Raeburn
- Curt Masreliez – Fosdyke, attaché/Ambrose Gussett
- Isa Quensel – Timothys mor
- Ulla Sjöblom – Heloise/Asphinxia
- Meg Westergren – tant Prue/Clarice